# Darse

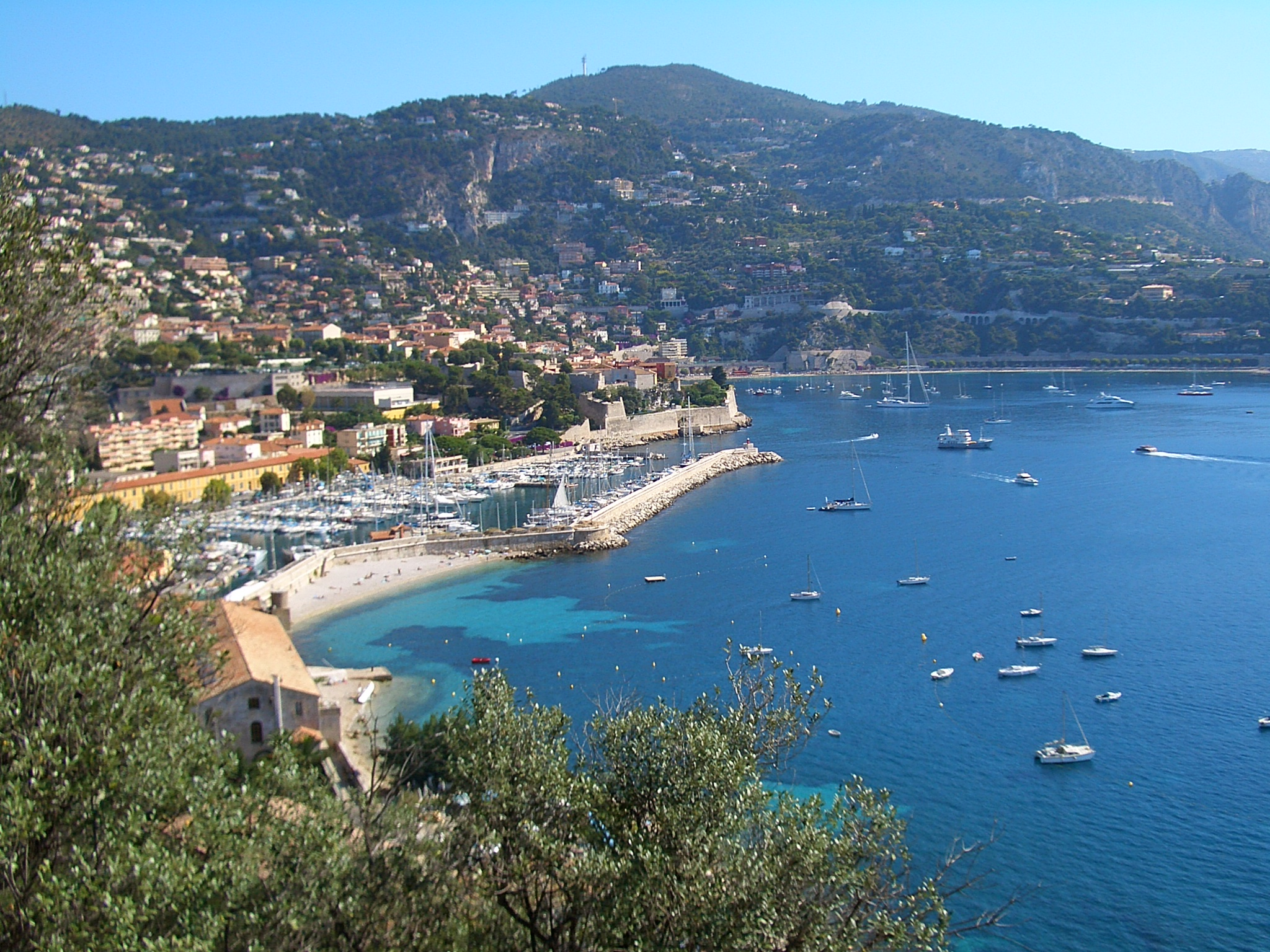
La darse de Villefranche-sur-Mer, en France.

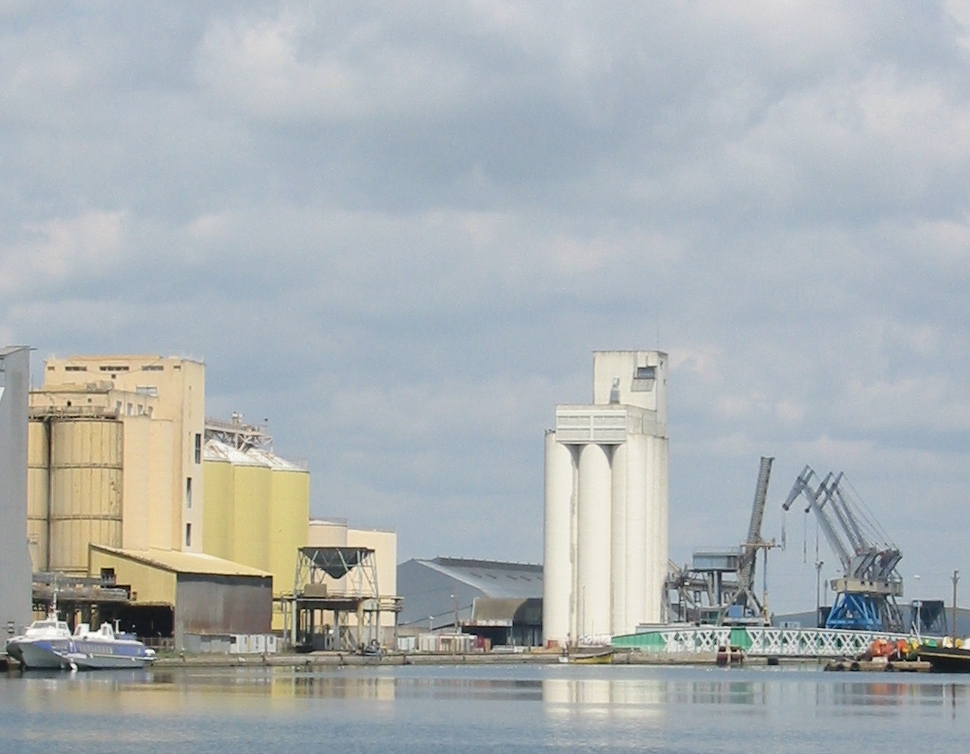
Une darse du port de Saint-Nazaire (bassin de Penhoët).

Une darse ou darce ou darcine est un terme maritime ancien désignant initialement en Méditerranée un bassin abrité, destiné à l'accostage des navires de charge en vue de les réarmer voire de les réparer et généralement sécurisé par une chaîne. 
Dans les grandes zones portuaires industrielles, les darses sont dédiées au déchargement et chargement des cargos. Elles sont séparées les unes des autres par des jetées spécifiques appelées môles ou des traverses et implantées en épi par rapport au chenal d'accès.
Selon le Dictionnaire de la Mer de Jean Merrien, la darse est le « nom donné en Méditerranée au bassin d’un port ; par extension à certains petits ports entiers ». Dans ce contexte, elle désigne soit les parties anciennes d’un port (par exemple : la vieille darse de Toulon, la darse de l’arsenal de Venise, etc.), soit un petit port militaire (par exemple : la darse de Villefranche-sur-Mer).

## Étymologie
Emprunté à partir du XIe siècle par les navigateurs de la république de Gênes au mot féminin arabe دَار الصِّنَاعَة dār aṣ-ṣināʿ, « atelier », en lat. médiéval darsena, il a donné le terme « arsenal ».
Orthographe alternative : darce. 
Terme maritime synonyme : bassin, chambre, paradis